# Um Dia Cinco Estrelas
Um Dia Cinco Estrelas é um filme de comédia brasileiro, produzido pela Paris Filmes e coproduzido pela Paramount Pictures. Conta com roteiro de Ricky Hiraoka e Cris Wersom e a direção de Hsu Chien. O filme teve estreia em 6 de julho de 2023. É estrelado por Estevam Nabote, Aline Campos e Nany People

## Sinopse
O longa retrata a história de Pedro Paulo (Estevam Nabote), um rapaz que decide colocar o seu carro, um Opala anos 80 carinhosamente apelidado de “Mozão” na rua e trabalhar como motorista de aplicativo para poder pagar pela festa de aniversário de 60 anos da mãe (Nany People). O que ele não contava era com a variedade dos passageiros que acabam virando seu dia de cabeça para baixo.

## Elenco
- Estevam Nabote como Pedro Paulo
- Aline Campos como Manuela
- Nany People como Dona Nilda
- Danielle Winits como Betina
- Lummy Kin como Cilene
- Clemente Viscaíno como Ludovico
- Marcos Breda como Oswaldo
- Felipe Kannenberg como Dênis
- Carol Bresolin como Maria Isabel (Bebel)
- Ed Gama como Sebastian